# اکداری، سیلدیر
اکداری، سیلدیر (به لاتین: Akdarı, Çıldır) یک منطقهٔ مسکونی در ترکیه است که در استان اردهان واقع شده‌است.